# Pseudocordylus melanotus
Espèce
Synonymes
- Cordylus melanotus Smith, 1838

Statut CITES
Pseudocordylus melanotus est une espèce de sauriens de la famille des Cordylidae.

## Répartition
Cette espèce vit en Afrique du Sud. Elle se rencontre avant tout dans l'État-Libre, le Gauteng et le Mpumalanga. Elle vit également en Eswatini.

## Publication originale
- Smith, 1838 : Contributions to South African zoology. Art. VI. Annals And Magazine Of Natural History, ser. 1, vol. 2, p. 30-33 (texte intégral).